# Mullur, Ramdurg
Mullur là một làng thuộc tehsil Ramdurg, huyện Belgaum, bang Karnataka, Ấn Độ.